# Младен Весковић
Младен Весковић (Земун, 1971) српски је књижевни критичар, есејиста, уредник и преводилац са енглеског језика.

## Биографија
Весковић је завршио Земунску гимназију. На Филолошком факултету Универзитета у Београду завршио је основне и мастер академске студије другог степена на групи за српску књижевност и језик са светском књижевношћу. 
Радио је као професионални уредник у неколико издавачких кућа. Од 2006. године ради у Министарству културе и информисања Републике Србије, као виши саветник у Сектору за савремено уметничко стваралаштво, на пословима међународне сарадње у области књижевности и преводилаштва.

## Објављене књиге
- Размештање фигура – огледи и критике o савременој српској књижевности, Матица српска, 2003.
- Место вредно приче - огледи и критике o савременој српској књижевности, ИП „Филип Вишњић“, 2008.
- Ширина измаштаног света – студије о српској књижевности, Задужбина „Петар Кочић“, 2013.
- Епитафија рата – антологија српске ратне приче, Универзитетска библиотека „Светозар Марковић“, 2014/15.

Књижевну критику и есеје објављујe књижевним часописима и дневним листовима.

## Преведене књиге са енглеског језика
- Хајде да се играмо – Традиционалне игре нашег детињства, илустрације Душан Петричић, текст Камила Гриски, Београд 2003.
- Архитектура – од праисторије до постмодерне, Mарвин Трактенберг и Исабела Хајман, (заједно са Иваном Клеутом и Добривојем Ерићем), Београд 2006.